# L-нотація
L-нотація — асимптотична нотація, аналогічна до О-нотації, записується як {\displaystyle L_{n}[\alpha ,c]} при {\displaystyle n}, що прямує до нескінченності. Подібно до O-нотації, L-нотація зазвичай застосовується для оцінки обчислювальної складності алгоритмів. При цьому {\displaystyle n} є деяким параметром вхідних даних алгоритму, пропорційним їх розміру: наприклад, кількість вершин і ребер у вхідному графі в алгоритмах пошуку найкоротшого шляху, або натуральне число в алгоритмах розкладання його на прості множники. Перевага L-нотації над O-нотацією полягає в тому, що вона спрощує аналіз алгоритмів.

## Визначення
Нехай {\displaystyle c>0}, {\displaystyle \alpha \in [0,1],} тоді
{\displaystyle L_{n}[\alpha ,c]=e^{(c+o(1))(\ln n)^{\alpha }(\ln \ln n)^{1-\alpha }}}
Множник {\displaystyle e^{c(\ln n)^{\alpha }(\ln \ln n)^{1-\alpha }}} виражає домінуючу складову, а множник {\displaystyle e^{o(1)(\ln n)^{\alpha }(\ln \ln n)^{1-\alpha }}} — другорядну, яка зростає повільніше.
При {\displaystyle \alpha =0} {\displaystyle L_{n}[\alpha ,c]=L_{n}[0,c]=e^{(c+o(1))\ln \ln n}=(\ln n)^{c+o(1)}} є поліномом від {\displaystyle \ln n}.
При {\displaystyle \alpha =1} {\displaystyle L_{n}[\alpha ,c]=L_{n}[1,c]=e^{(c+o(1))\ln n}=n^{c+o(1)}} є експонентою від {\displaystyle \ln n} (і також поліномом від {\displaystyle n}).
При {\displaystyle 0<\alpha <1} {\displaystyle L_{n}[\alpha ,c]} є субекспоненційною, тобто росте повільніше, ніж експонента з основою, більшою за 1, але швидше за будь-який поліном від {\displaystyle \ln n}.

## Історія
Першим застосував L-нотацію Карл Померанс у своїй праці «Аналіз та порівняння деяких алгоритмів факторизації цілих чисел». Для алгоритмів, які він аналізував, нотація мала лише один параметр {\displaystyle c}, а {\displaystyle \alpha } була константою, рівною {\displaystyle 1/2}. Померанс уживав літеру {\displaystyle L} (або малу літеру {\displaystyle l}) у цій та попередніх статтях для формул, які містили багато логарифмів.
Формулу, яка містить два параметри, запровадили Ар’єн Ленстра та Хендрік Ленстра у своїй статті «Алгоритми в теорії чисел». Таку нотацію вони застосували для аналізу алгоритму Копперсміта обчислення дискретного логарифма. Їхня форма нотації частіше трапляється в сучасній літературі.
У літературі з криптографії трапляється визначення L-нотації через O-велике:
{\displaystyle L_{n}[\alpha ,c]=O(e^{c(\ln n)^{\alpha }(\ln \ln n)^{1-\alpha }}).}
Це не стандартне визначення. O-нотація передбачає, що час роботи обмежений функцією зверху. Однак для алгоритмів, де зазвичай застосовується L-нотація (факторизація цілих чисел, дискретне логарифмування), функція не є верхньою межею, тому таке визначення не краще.

## Приклади
Багато алгоритмів факторизації цілих чисел загального призначення мають субекспоненційну часову складність. Асимтотично найшвидшим є метод решета числового поля з оцінкою складності:
{\displaystyle L_{n}[1/3,c]=e^{(c+o(1))(\ln n)^{1/3}(\ln \ln n)^{2/3}}}
при {\displaystyle c=(64/9)^{1/3}\approx 1.923}. 
До розробки методу решета числового поля асимптотично найшвидшим був метод квадратичного решета з оцінкою:
{\displaystyle L_{n}[1/2,1]=e^{(1+o(1))(\ln n)^{1/2}(\ln \ln n)^{1/2}}.\,}
Для задачі дискретного логарифма на еліптичній кривій, найшвидшим алгоритмом загального призначення є алгоритм великих і малих кроків: час роботи оцінюється як квадратний корінь від порядку групи {\displaystyle n}. У L-нотації це записується наступним чином:
{\displaystyle L_{n}[1,1/2]=n^{1/2+o(1)}.\,}
Тест простоти AKS потребує поліноміального часу. Це означає, що складність тесту простоти може бути не більшою за
{\displaystyle L_{n}[0,c]=(\ln n)^{c+o(1)},\,}
доведено, що {\displaystyle c} не перевищує 6.